# Hotan-Moschee

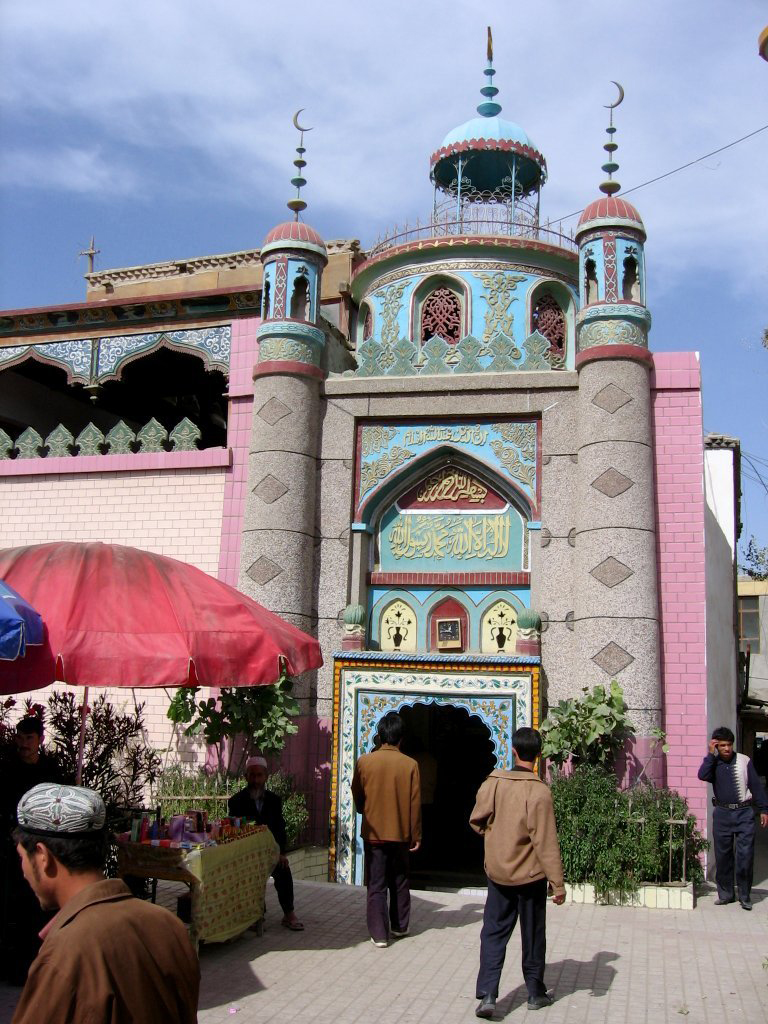
Eingang zur Khotan-Moschee

Die Hotan-Moschee, Khotan-Moschee oder Jiamai-Moschee (chinesisch 加买礼拜寺, Pinyin Jiāmǎi lǐbàisì) ist eine Moschee in der Stadt Hotan in Xinjiang, China. Sie wurde 1870 in der Zeit des Khotan-Khanats unter Jakub Bek (1820–1877) erbaut und ist der wichtigste islamische Sakralbau Hotans.
Sie steht seit 1990 auf der Liste der Denkmäler des Autonomen Gebiets Xinjiang.